# Aphragmus serpens
Aphragmus serpens là một loài thực vật có hoa trong họ Cải. Loài này được (W.W.Sm.) Al-Shehbaz & Warwick mô tả khoa học đầu tiên năm 2006.